# Джованні Вакка (адмірал)
Джованні Вакка (італ. Giovanni Vacca, 12 березня 1810 року, Неаполь - 2 липня 1879 року, Неаполь) - італійський адмірал та політик.

## Біографія
Джованні Вакка був морським офіцером флоту Королівства Обох Сицилій. У 1828 році брав участь в експедиції в Триполі, у 1832 році - у війні в Тунісі.
Після об'єднання Італії продовжив службу у складі Королівських військово-морських сил Італії. Брав участь у битві біля Лісси.
Протягом 1861-1865 років був депутатом італійського парламенту.

## Нагороди
- Великий офіцер Ордену Святих Маврикія та Лазаря